# Etablierter Ortsnetzbetreiber
Ein Etablierter Ortsnetzbetreiber (englisch Incumbent Local Exchange Carrier, ILEC; auch incumbent LEC) bezeichnet im Kontext der Marktregulierung der Telekommunikation ein bereits auf einem Markt etabliertes Telekommunikationsunternehmen, das Vermittlungsstellen für Ortsnetze (Local Exchange) betreibt. Neue Wettbewerber im Ortsnetz werden als Konkurrierende Ortsnetzbetreiber (Competitive Local Exchange Carrier, CLEC) bezeichnet.
In den Vereinigten Staaten gibt es eine historisch gewachsene Trennung in Local Exchange Carriers (LECs; in Deutschland Teilnehmernetzbetreiber, TNB) und IXCs (Interexchange Carrier, Betreiber eines Weitverkehrsnetzes zur Verbindung zwischen Ortsnetzen; in Deutschland Verbindungsnetzbetreiber, VNB). Für beide Bereiche gibt es die Incumbents genannten „etablierten Netzbetreiber“ und neu gegründete Konkurrenten. In Verallgemeinerung der Situation bei den Ortsnetzen in den USA werden alle etablierten Netzbetreiber gelegentlich, aber nicht dem Wortlaut entsprechend, als „ILEC“ bezeichnet, auch wenn sie, wie in Europa üblich, neben Ortsnetzen auch Verbindungsnetze betreiben. Der etablierte Ortsnetzbetreiber der Telefonie in Deutschland ist beispielsweise die Deutsche Telekom.
Die ILECs verfügen über das Monopol für Teilnehmeranschlussleitungen in ihren Versorgungsgebieten – wobei die Ursache dafür sowohl ein ehemaliges rechtliches Monopol von Staatsbetrieben (siehe Europa) als auch ein natürliches Monopol von privatwirtschaftlichen Netzbetreibern (siehe USA) sein kann.